# Wings University Tour
Tournées par Wings
Wings Over Europe Tour
(1972)
Le Wings University Tour est la première tournée du groupe Wings, en février 1972. Alors que le groupe, tout récemment formé par Paul et Linda McCartney ainsi que Denny Laine et Denny Seiwell vient de publier son premier album Wild Life, il est rejoint par le guitariste Henry McCullough. Il est alors décidé d'organiser une tournée (but originel du groupe qui devait permettre à McCartney de remonter sur scène). 
Alors que le retour de l'ex-Beatles est particulièrement attendu, ce dernier décide de prendre le public par surprise en organisant des concerts impromptus dans les universités britanniques. En deux semaines, le groupe se produit à onze reprises devant un public d'étudiants, interprétant quelques chansons de son premier album, mais aussi de plus vieux airs de rock et quelques morceaux inédits. Cette tournée permet au groupe de se préparer devant un public restreint avant une série de concerts plus ambitieuse, le Wings Over Europe Tour, qui se déroule l'été suivant.

## Histoire

### Contexte

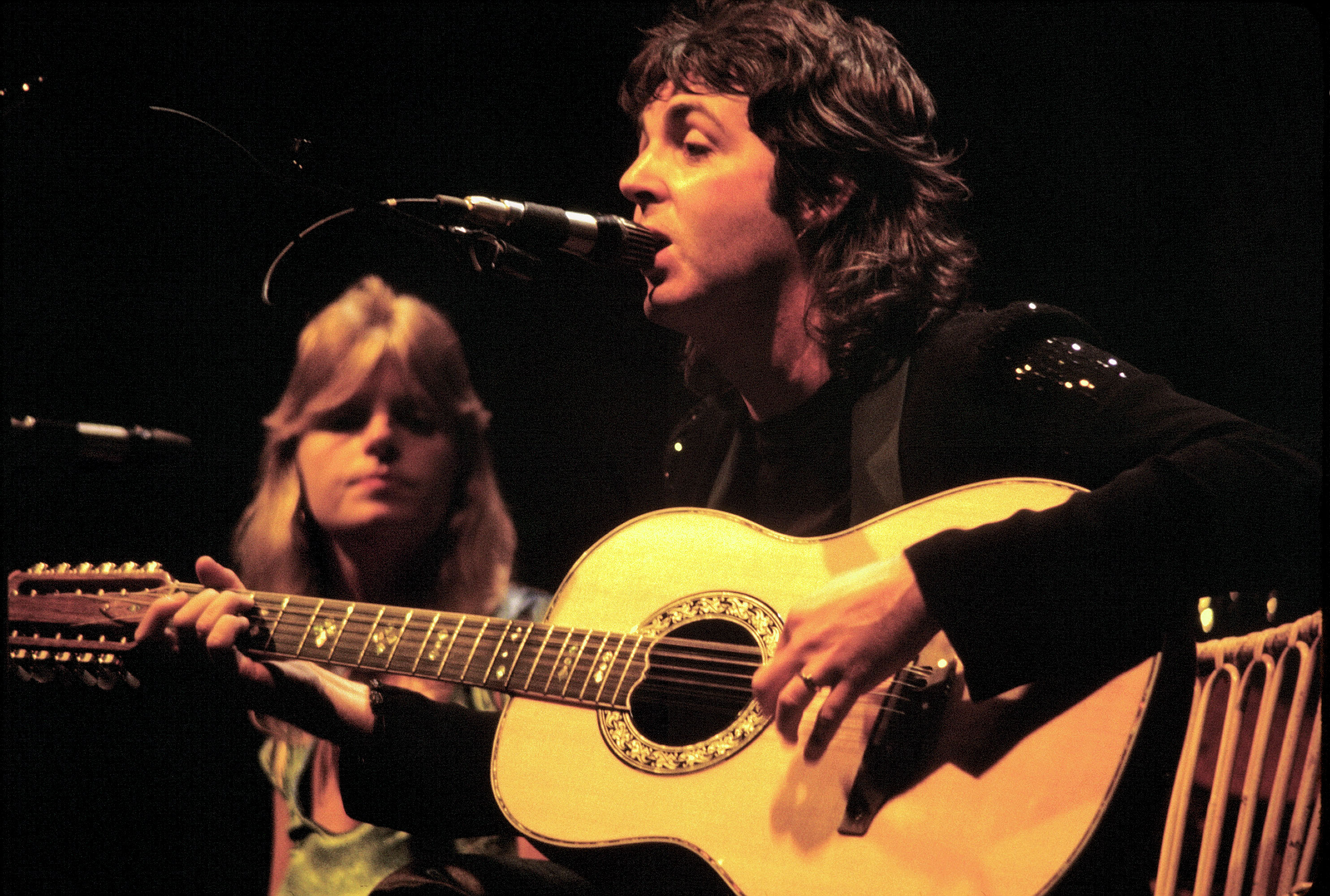
Paul et Linda McCartney lors d'un concert des Wings en 1976.

Déjà avant la séparation des Beatles, Paul McCartney était, des quatre membres du groupe, celui qui désirait le plus fortement revenir sur scène. Après un premier album en solo sur lequel il est le seul musicien, McCartney décide de réunir autour de lui un groupe, dans un premier temps formé par son épouse, Linda, aux claviers, Denny Laine à la guitare, Denny Seiwell à la batterie et lui-même à la basse : les Wings. La fin de l'année 1971 voit donc le groupe enregistrer son premier album, le modeste Wild Life, qui prend des airs de retour à zéro. Le disque est assez froidement accueilli par la critique et le public, et est le premier échec (relatif) d'un des Beatles en solo.
Le début de l'année 1972 voit donc se poursuivre les lents débuts du groupe, qui recrute sur suggestion de Laine le guitariste Henry McCullough afin de pouvoir jouer des solos lors des concerts qui se profilent. Après l'enregistrement d'un single contestataire, Give Ireland Back to the Irish, le groupe décide d'entamer une tournée. C'est la première fois, depuis 1966, qu'un des Beatles se lance dans une série de concerts, mais celle-ci est modeste. En prévision d'une tournée plus importante en Europe, McCartney choisit en effet de faire le tour des universités britanniques pour roder le groupe.

### Déroulement

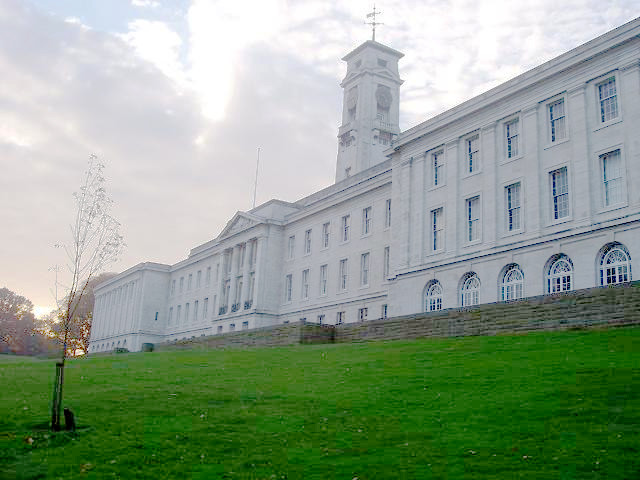
Le premier concert des Wings se déroule à l'université de Nottingham.

Les répétitions pour la tournée débutent dès janvier 1972 : Linda McCartney est particulièrement anxieuse : elle qui se contente habituellement des harmonies doit en effet assurer des parties de clavier, ce qu'elle n'a jamais fait en public. Le groupe embarque finalement dans un minibus, familles comprises, pour la première destination, l'université de Nottingham. Après avoir cru à un canular, le personnel de l'établissement donne son accord pour un concert se tenant le lendemain. Le 9 février, 700 étudiants ayant versé 50 pence chacun assistent au concert. McCartney refuse radicalement d'interpréter quelque titre que ce soit issu de sa carrière avec les Beatles. Le répertoire est composé de chansons classiques appréciées du groupe, comme Lucille et Long Tall Sally de Little Richard ainsi que de quelques titres issus de Wild Life, comme la chanson éponyme ou encore Bip Bop. S'y ajoutent enfin des titres destinés à être publiés par le groupe dans les temps qui suivent : Give Ireland Back to the Irish, publié à la fin de la tournée, et My Love, qui sort en 1973 sur Red Rose Speedway.
L'ambiance de la tournée est bon enfant : aucun manager n'est impliqué, et seuls deux techniciens assistent le groupe ; les moyens engagés (de même que les sommes engrangées) sont également assez dérisoires. Le but de McCartney est avant tout de retrouver ses marques sur scène sans être entouré d'un parterre de journalistes trop critiques. Lorsque, durant sa deuxième étape, le groupe arrive à Leeds et découvre un public trop nombreux, il déplace son concert à York au dernier moment. Le concert n'est pas exempt d'incidents : Linda, tétanisée, ne parvient pas à jouer de son instrument, et son mari lui-même oublie certains accords de ses chansons. Le public est malgré tout indulgent et, au fur et à mesure des concerts, la technique du groupe s'affine. Un autre incident original survient durant une nuit : la police fait intrusion dans l'hôtel du groupe, non pas pour saisir l'herbe que McCartney a en sa possession, mais pour vérifier que les deux chauffeurs qui accompagnent le groupe et ont dû partager la même chambre ne sont pas homosexuels, ce qui est encore illégal à l'époque.
Les concerts se succèdent durant deux semaines : le groupe refait escale à Leeds le 16 février pour un concert qui, cette fois, n'est pas médiatisé comme le précédent. La tournée se poursuit à travers l'Angleterre, notamment à Manchester et Birmingham, et s'arrête un temps au Pays-de-Galles, à Swansea, où 800 personnes attendent sa prestation. Le dernier concert se déroule finalement dans la symbolique université d'Oxford. Très modeste, cette tournée permet à McCartney de reprendre goût à la scène avant une série de concerts plus ambitieux : les Wings consacrent cette année aux prestations live, et ne publient d'ailleurs aucun album en 1972. Dès l'année suivante, cependant, bien implantés, ils connaissent successivement deux grands succès avec Red Rose Speedway et surtout Band on the Run.

## Morceaux interprétés
Les chansons interprétés lors du premier concert, de Nottingham, et probablement repris par la suite, sont les suivants :
1. Lucille
2. Give Ireland Back to the Irish
3. Blue Moon of Kentucky
4. Seaside Woman
5. Help Me
6. Some People Never Know
7. The Mess
8. Bip Bop
9. Say Darling
10. Smile Away
11. My Love
12. Henry's Blues
13. Wild Life
14. Give Ireland Back to the Irish
15. Long Tall Sally

## Liste des concerts
| Date            | Ville               | Pays           | Lieu                     |
| --------------- | ------------------- | -------------- | ------------------------ |
| 9 février 1972  | Nottingham          | Angleterre     | Université de Nottingham |
| 10 février 1972 | York                | Angleterre     | Université d'York        |
| 11 février 1972 | Kingston-upon-Hull  | Angleterre     | Université de Hull       |
| 13 février 1972 | Newcastle upon Tyne | Angleterre     | Université de Newcastle  |
| 14 février 1972 | Lancaster           | Angleterre     | Université de Lancaster  |
| 16 février 1972 | Leeds               | Angleterre     | Université de Leeds      |
| 17 février 1972 | Sheffield           | Angleterre     | Université de Sheffield  |
| 18 février 1972 | Salford             | Angleterre     | Université de Salford    |
| 21 février 1972 | Birmingham          | Angleterre     | Université de Birmingham |
| 22 février 1972 | Swansea             | Pays de Galles | Université de Swansea    |
| 23 février 1972 | Oxford              | Angleterre     | Université d'Oxford      |